# Groß-Ziethen (Kremmen)
Groß-Ziethen ist ein Ortsteil der Stadt Kremmen im Landkreis Oberhavel in Brandenburg.

## Geografie und Verkehrsanbindung
Der Ort liegt südlich der Kernstadt Kremmen an der Landesstraße L 17. Südlich verläuft die A 24 / A 10, nördlich erstreckt sich das rund 1186 ha große Naturschutzgebiet Kremmener Luch.

## Orts- und Gutsgeschichte

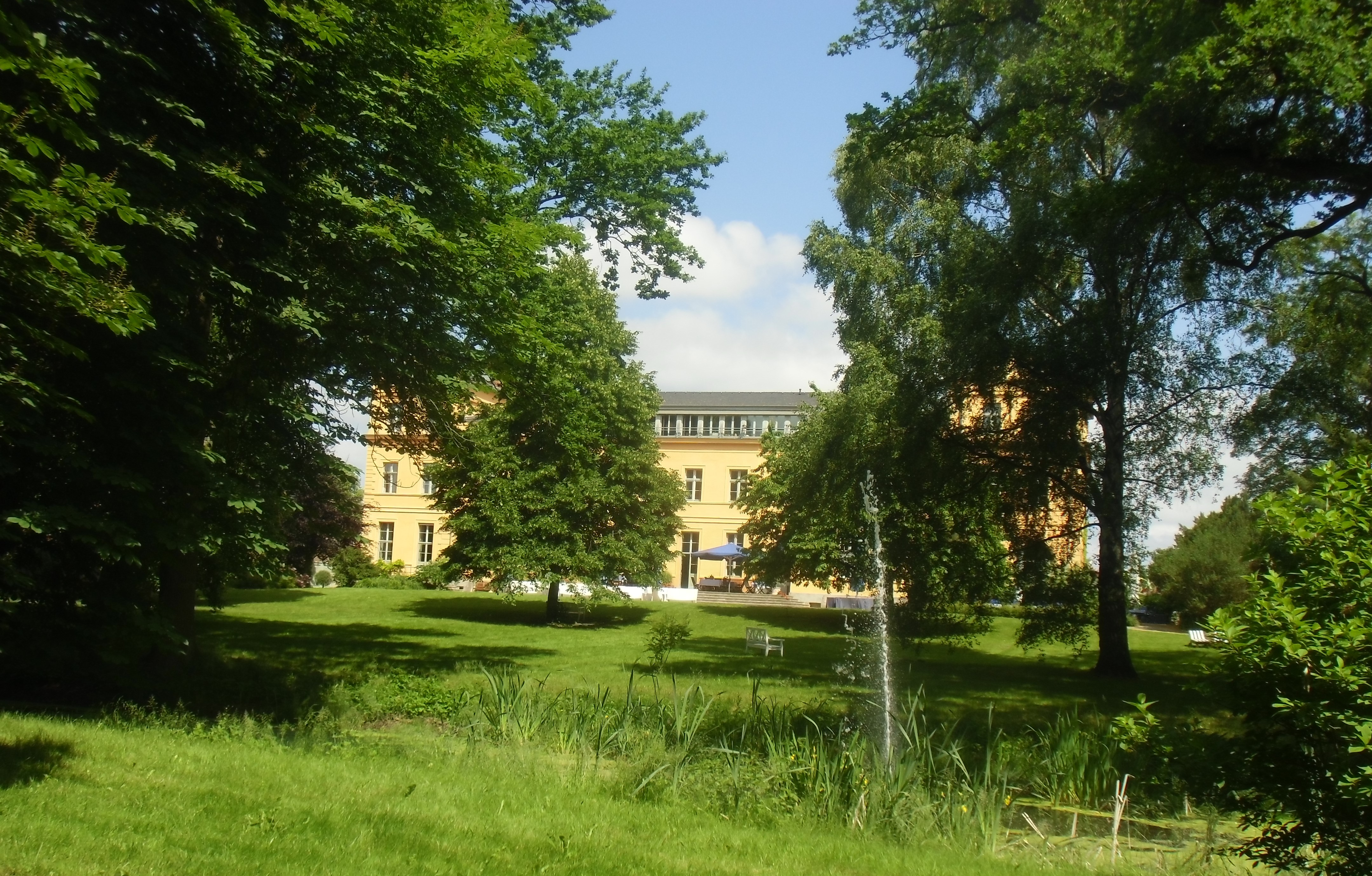
Herrenhaus Groß Ziethen mit Gutspark

Der Ort ist 1313 ersterwähnt und kann ab dem 14. Jahrhundert einen Rittersitz nachweisen. Die Geschichte des Dorfes Groß Ziethen wird so insbesondere durch das Rittergut geprägt, mit einem Festen Haus, deren Keller noch vorhanden sind. In der Frühzeit gab es zwei Rittergutsanteile, eines gehörte der Familie von Bredow, der andere adlige Hof/ Ritteranteil(e) der briefadeligen Familie von Barnewitz. 1716 wurden beide Höfe wieder vereinigt durch den Verkauf an die Familie von der Lütke, an den Landrat Max von der Lütke und den Generalmajor Marcus von der Lütke-Vehlefanz. Von ihm erbte der kaiserliche Hauptmann Adolf Ernst von der Lütke (1667–1691), er war unvermählt, dann folgte dessen Bruder Marcus Ehrenreich von der Lütke (1668–1730). Letzter Lütke auf Schloss Groß Ziethen war dann der Nachfahre Hans Ehrenreich von der Lütke, welcher seine Laufbahn auf der Ritterakademie Brandenburg begann und mit Anna Wilhelmine von Köhler vermählt war. Die Taxierung des Gutes belief sich zwischenzeitlich auf einen Wert von 110.000 Talern. Die späteren adeligen und teils bürgerlichen Besitzer sowie Gutseigentümer wechselten mehrfach. Das jetzige Schloss Groß Ziethen erhielt insbesondere vom kurzzeitigen Eigentümer Generalfeldmarschall Gebhard Leberecht von Blücher einen höheren Bekanntheitsgrad. Er hatte es 1799 aus Dotationsgeldern erworben und lagerte hier auch wertvolle Teile seiner militärischen Trophäensammlung. Ihm folgte zeitweise sein Bruder Gustav von Blücher und dann via Verkauf der eigene Sohn des berühmten Militärs, an Franz Graf Blücher von Wahlstatt. Die Grafen Blücher waren auch Kirchenpatron und Patrimonialgerichtesherr auf Groß Ziethen. Ab 1843 besaß die altmärkische Fabrikbesitzerfamilie Keller-Altenplathow das Gut in Groß Ziethen, vertreten durch Heinrich Keller. Ende des 19. Jahrhunderts betrieb die Familie Keller weiterhin die Begüterung, mit 734 ha, davon 289 ha Forsten. Zum Gut gehörte damals auch eine Ziegelei.
Später folgten die Familien von Trotha und von Bülow, u. a. vertreten durch die Witwe des Generalmajors Ferdinand von Massow, Ottonie von Massow (1840–1911), geborene von Bülow-Dieskau. Ihr folgte die Enkeltochter, die Tochter des Generalmajors Dietrich Claus von Trotha (1857–1914) und dessen erster Ehefrau Ottonie von Massow (1869–1899), Antonette von Trotha (1892–1919). Die Familie des Generals von Trotha lebte mindestens bis 1914 in Groß Ziethen. Letzter Gutsbesitzer war der Sohn des Politikers Curt von Bülow, Rittmeister a. D. Friedrich (Fritz) von Bülow-Dieskau (1886–1977), verheiratet mit Barbara von Müller-Groß Lunow. Bis 1943 fanden größere Gesellschaften auf Groß Ziethen statt, zuletzt die Hochzeit der Tochter Sigrid von Bülow mit Christian Ludwig Graf Bernstorff-Beseritz. 1945/1946 erfolgte die Enteignung der Gutsherrschaft.
Von 1815 bis 1947 gehörte Groß Ziethen zum Kreis Osthavelland der preußischen Provinz Brandenburg. Von 1952 bis 1993 war das Dorf Groß Ziethen eine Gemeinde im Kreis Oranienburg, bis 1990 im DDR-Bezirk Potsdam; seit 1990 Teil des wieder gegründeten Landes Brandenburg. Seit der Kreisreform in Brandenburg im Jahr 1993 gehört Groß Ziethen zum Landkreis Oberhavel. Am 31. Dezember 2001 schloss sich Groß-Ziethen mit sechs anderen Gemeinden zur Stadt Kremmen zusammen.

## Sehenswürdigkeiten
- In der Liste der Baudenkmale in Kremmen sind für Groß-Ziethen fünf Baudenkmale aufgeführt.
- In der Liste der Bodendenkmale in Kremmen sind für Groß-Ziethen drei Bodendenkmale aufgeführt.
- In der Liste der Naturdenkmale in Kremmen sind für Groß-Ziethen zwei Naturdenkmale aufgeführt.